# Asparagus rottleri
Asparagus rottleri är en sparrisväxtart som beskrevs av John Gilbert Baker. Asparagus rottleri ingår i släktet sparrisar, och familjen sparrisväxter. Inga underarter finns listade i Catalogue of Life.